# 燕孝王
燕孝王（？—前255年），名遇，在前257年燕武成王死後繼位，立姬喜為太子，在位三年而卒。
這期間，秦国滅東周，遷九鼎。這時期燕國可能築有長城，自造陽至襄平（今遼寧遼陽），並設置了上谷、漁陽、右北平、遼西、遼東五郡。近代学者王國良推論“燕築北長城，不在燕王喜時，就在孝王末年”。